# Elías Hartard
Elías Víctor Hartard Ojeda (* 18. Mai 1987 in Madrid) ist ein spanisch-chilenischer Fußballspieler auf der Position eines Torwarts.

## Karriere

### Karriere
Elías Hartard wurde in den Jugendabteilungen der Universidad Católica ausgebildet, kam jedoch nie zu einem Einsatz für die erste Mannschaft der Cruzados. Noch als Jugendspieler absolvierte er ein Probetraining beim spanischen Klub Rayo Vallecano, erhielt dort jedoch keinen Vertrag. Daraufhin kehrte er nach Chile zurück und schloss sich San Marcos an, wo er in der Primera B 2008 sein Profidebüt feierte. Da er sich in Arica nicht gegen Stammtorhüter Jorge Manduca durchsetzen konnte, wechselte er 2010 zu Santiago Morning, um in der Primera División zu spielen. Dort kam er jedoch zu keinem Einsatz und kehrte in der Folgesaison erneut zu San Marcos zurück, blieb jedoch weiterhin Ersatzspieler. Für die Saison 2012 schloss er sich Everton an, kam dort aber – wie zuvor bei Santiago Morning – nicht zum Einsatz. Es folgten wenig erfolgreiche Stationen bei San Luis de Quillota und Deportes Copiapó, wo er nur sporadisch spielte.
Erst mit dem Wechsel zu Deportes La Serena zur Saison 2013/14 gelang Hartard der Durchbruch. Er absolvierte über 100 Pflichtspiele für die Papayeros und war über drei Jahre hinweg unangefochtener Stammtorhüter. Ab Mitte 2017 verlor er jedoch seinen Platz im Tor, und nach Auslaufen seines Vertrags wechselte er als vereinsloser Spieler zu den Santiago Wanderers, um dort Gabriel Castellón zu ersetzen.
Im Jahr 2020 wurde er als Neuzugang bei Deportes Iberia vorgestellt. Nach einer Saison beim Klub aus Los Ángeles blieb er im Jahr 2021 ohne Verein. Im Februar 2022 wurde er schließlich von Deportes Temuco aus der Primera B verpflichtet. Anfang 2024 kehrte er zu Deportes La Serena für eine Saison zurück und wechselte anschließend zu Real San Joaquín.

## Nationalmannschaft
Im Mai 2011 wurde er ins Trainingslager der erweiterten Nationalmannschaft Chiles unter Trainer Claudio Borghi aufgenommen.

## Erfolge
Santiago Wanderers
- Chilenischer Zweitligameister: 2019

Deportes La Serena
- Chilenischer Zweitligameister: 2024

## Sonstiges
Seine Eltern verließen nach dem Putsch in Chile 1973 das Land und gingen nach Spanien. Seine Schwester Sofía Hartard ist chilenische Nationalspielerin.